# 三湘都市报
三湘都市报，1995年6月30日由湖南日报社创刊发行，是湖南省省级晚报之一。2014年，根据“采编与经营严格分开、做大做强华声在线股份有限公司的需要”，该报经营性资产整体划归华声在线股份有限公司，并委托该公司负责三湘都市报的所有经营活动。

## 概况
三湘都市报分为时政、财经、文体三大版块。2015年8月1日改版，正式转型为以财经为主的都市生活日报。
现今，三湘都市报每周一至周五平均刊发8版（有时会刊发16版），周六刊发12版，周日刊发4版。
2016年1月1日，三湘都市报推出独立于传统印刷版的电子版增刊。

## 评价
- 《新浪网》：“三湘都市报是由湖南日报社主办的湖南省发行量最大、发行量最大、影响力最大的省级晚报。”[3]